# Tembe
I Tembe  sono un gruppo etnico indigeno del Brasile con una popolazione stimata in 1.502 individui nel 2010 (Funasa). Sono uno dei due gruppi facenti parte del macro-gruppo storico dei Tenetehara (insieme ai Guajajara).

## Lingua
Parlano il dialetto tembé (codice ISO 639-3 tqb) della lingua tenetehara che appartiene alle lingue tupi-guaraní. Solo parte dei membri che vivono sul fiume Gurupi parla la lingua madre, mentre il resto utilizza il portoghese o la lingua kaapor. Si autoidentificano con il termine Tenetehara, che significa "popolo", mentre il nome Tembé o Timbé è stato assegnato loro dalla popolazione locale.

## Insediamenti
Vivono principalmente nello stato brasiliano del Pará. Un altro piccolo gruppo è stanziato nello stato del Maranhão sulla riva destra del fiume Gurupi. Il gruppo dei villaggi Tembe è diviso in tre blocchi:
- Villaggi sulla riva destra del fiume Gurupi, nel territorio indigeno ufficialmente omologato Alto Turiaçu. Vivono in quest'area insieme ai Guajá e ai Ka'apor.
- Villaggi sulla riva sinistra del fiume Gurupi, nel territorio indigeno ufficialmente omologato Alto Rio Guamá. Vivono in quest'area insieme ai Ka'apor, ai Guajá, ai Kreje e ai Munduruku.
- Villaggi sul fiume Guamá, nel territorio indigeno ufficialmente omologato Turé-Mariquita. L'area si trova bacino del fiume Acará, un affluente del Moju ed è occupata anche dai Turiwara.[5]

## Storia
Nel XX e XXI secolo, la maggior parte dei Tembe è stata costretta a vivere nelle terre occupate dai posseiro, coltivatori illegali, e sotto il giogo delle aziende operanti nel campo del legname e dei proprietari terrieri. Hanno tuttavia sempre tentato di rivendicare i propri diritti attraverso azioni di protesta presso gli organi ufficiali competenti.